# Nagy Róza
Nagy Róza (Záhony, 1951. –) magyar mérnök-közgazdász.

## Pályafutása
1975-ben a Moszkvai Közlekedési és Útépítési Egyetem Közgazdaságtudományi Karán szerezte mérnök-közgazdász diplomáját. 1993-ban a Budapesti Közgazdaságtudományi Egyetemen doktori címet szerzett. Oroszul felsőfokon, angolul és franciául alapszinten beszél.
1976-ban kezdte pályafutását a KPM Autófelügyeletnél. 1983-tól 1991-ig a Közlekedéstudományi Intézetben tudományos munkatárs, témavezető volt.
1991 és 1995 között a Gazdasági Versenyhivatal szakértőjeként, majd öt éven át a Budapesti Kereskedelmi és Iparkamara vezető közgazdászaként, közgazdasági igazgatójaként dolgozott.
2000-ben az első Orbán-kormányban a Gazdasági Minisztérium közigazgatási államtitkára lett, majd 2002-ben a kis-és középvállalkozások fejlesztéséért felelős helyettes államtitkár volt a Medgyessy-kormány idején a Gazdasági és Közlekedési Minisztériumban.
2003-tól ügyvezető igazgató a Régió Projekt Kft.-nél. 2007-től 2010-ig a Hévízgyógyfürdő és a Szentes András Reumakórház Nonprofit Kft. stratégiai igazgatója, Molnár Lajos korábbi SZDSZ-es egészségügyi miniszter sógornője. Igazgatósága alatt helyi önkormányzati képviselők feljelentést tettek a kórház ellen gazdasági bűncselekmények gyanújával, azonban a rendőrség bűncselekmény hiányában zárta le a nyomozást.
2010-től a második Orbán-kormányban a Nemzetgazdasági Minisztérium közigazgatási államtitkára. Kinevezése vitákat szült a kormányoldalon a hévízi kórház ügyei miatt.
2013 márciusától a Magyar Nemzeti Bank főigazgatója 2015 novemberig.
2021 augusztusában – „kimagasló szakmai pályafutása, valamint a köz szolgálatában végzett magas színvonalú munkája, illetve széles körű társadalmi szerepvállalása elismeréseként” – megkapta a Magyar Érdemrend középkeresztje kitüntetést.

## Közéleti szerepvállalása
2003 és 2010 között a Magyar Kereskedelmi és Iparkamara Magyar–Orosz Tagozatának elnöke. A Budapestiek Együtt Közéleti Társaság alelnöke, a Nemzetközi Verseny Egyesület alapító tagja. Több szakmai cikk tanulmány szerzője, szakmai konferenciák előadója.